# Konrad Elmshäuser (Politiker)
Konrad Elmshäuser (auch Elmsheuser) (* 20. August 1906 in Cappel; † 18. November 1992 in Beltershausen (Landkreis Marburg-Biedenkopf)) war ein deutscher Kommunalpolitiker und Abgeordneter des Provinziallandtages der preußischen Provinz Hessen-Nassau. 

## Leben
Konrad Elmshäuser war der Sohn des Landwirts Justus Elmshäuser und dessen Ehefrau Elisabeth Keßler. Nach seiner Schulausbildung erlernte er den Beruf des Landwirts, besuchte die landwirtschaftliche Winterschule in Marburg und übernahm den elterlichen Landwirtschaftsbetrieb (Ponyhof). Er  engagierte sich politisch und trat zum 1. Dezember 1926 in die NSDAP ein (Mitgliedsnummer 48.082). Hier wurde er Ortsgruppenleiter und Kreisbauernführer. Er war auch Mitglied der SA, wo er die Rolle des Gauredners übernahm. In der Kommunalpolitik war er als Mitglied des Kreisausschusses des Landkreises Marburg-Biedenkopf aktiv und galt als Mitinitiator der Gründungen der Molkereien in Marburg, Wetter, Lohra und Wohra in genossenschaftlicher Form. Ebenso war er Förderer des Baues einer Kläranlage, der durch die Regulierung der Lahn in Ronhausen, einem Stadtteil von Marburg, notwendig geworden war.
1933 erhielt er als Vertreter der NSDAP einen Sitz im Kurhessischen Kommunallandtag des Regierungsbezirks Kassel, aus dessen Mitte er zum Abgeordneten des Provinziallandtages der Provinz Hessen-Nassau bestimmt wurde. Im gleichen Jahr wurden Kommunallandtag und Provinziallandtag im Rahmen der Gleichschaltung aufgelöst und seine Mandate endeten. 1934 meldete er sich freiwillig zum Dienst in der Wehrmacht und nahm 1940 als landwirtschaftlicher Offizier am Frankreichfeldzug teil. Zur Ostfront versetzt, kehrte er als Oberleutnant aus der Kriegsgefangenschaft zurück.